# Tomasz Stępień (rugbysta)
Tomasz Stępień (ur. 24 października 1984 w Kraśniku) – polski rugbysta, uniwersalny gracz formacji ataku, reprezentant kraju. Jeden z najskuteczniejszych zawodników w polskiej lidze, rugbysta roku 2010 w Polsce.

## Kariera klubowa
Tomasz Stępień treningi sportowe rozpoczynał od koszykówki, jednak gdy chodzi o rugby, to jest wychowankiem lubelskich Budowlanych. W 2001 roku zdobył z tym klubem srebrny medal mistrzostw Polski kadetów. W najwyższej klasie rozgrywkowej (wówczas znanej jako I liga) zadebiutował w sierpniu 2002 roku w meczu z Juvenią Kraków. Drużyna z Lublina wygrała tamto spotkanie 31:18, a Stępień zdobył 13 punktów. W swoim debiutanckim sezonie zdobył 79 punktów, co uplasowało go na 6 miejscu w klasyfikacji najlepiej punktujących. Drużyna Budowlanych zajęła ostatecznie trzecie miejsce w tabeli mistrzostw Polski.
Sezony 2004/2005 oraz 2005/2006 spędził we francuskim klubie Épernay Champagne, który rywalizował w Fédérale 1 (druga klasa rozgrywkowa). Jednocześnie wiosną 2006 roku wsparł Budowlanych Lublin, dla których zdobył 86 punktów.
Latem 2005 roku przeniósł się do drużyny ówczesnego mistrza Polski – Budowlanych Łódź. Po pierwszym sezonie w Łodzi, w którym Budowlani ponownie zwyciężyli w rozgrywkach ligowych, a Stępień z wynikiem 207 punktów został najlepiej punktującym graczem w Polsce, zawodnikiem zainteresowały się kluby francuskie. Wśród nich był między innymi Givors z ligi Fédérale 2 prowadzony przez selekcjonera polskiej reprezentacji, Tomasza Putrę. Pomimo tego, pochodzący z Lublina zawodnik pozostał w Budowlanych. W kolejnych czterech sezonach Stępień trzykrotnie zdobywał najwięcej punktów w lidze (2007/08, 2009/10 i 2010/11), dokładając do tego dwa srebrne (2008 i 2011) oraz dwa złote (2009 i 2010) medale mistrzostw Polski z drużyną z Łodzi. Swoją indywidualną skuteczność zawdzięcza także temu, że grając na swojej ulubionej pozycji środkowego ataku, oprócz licznych punktów z kopów, nierzadko zdobywa także przyłożenia (sześć w sezonie 2010/11). W roku 2010 został uznany przez stowarzyszenie Barbarians Polska uznany najlepszym rugbystą w Polsce.

### Statystyki
| Liczba punktów na sezon | Liczba punktów na sezon | Liczba punktów na sezon | Liczba punktów na sezon |
| Sezon                   | Msc.                    | L. pkt.                 | Klub                    |
| ----------------------- | ----------------------- | ----------------------- | ----------------------- |
| 2002/03                 | 6.                      | 79                      | Budowlani Lublin        |
| 2003/04                 | 14.                     | 51                      | Budowlani Lublin        |
| 2005/06                 | 8.                      | 86                      | Budowlani Lublin        |
| 2006/07                 | 1.                      | 207                     | Budowlani Łódź          |
| 2007/08                 | 1.                      | 191                     | Budowlani Łódź          |
| 2008/09                 | 3.                      | 118                     | Budowlani Łódź          |
| 2009/10                 | 1.                      | 192                     | Budowlani Łódź          |
| 2010/11                 | 1.                      | 213                     | Budowlani Łódź          |

## Kariera reprezentacyjna
Stępień występował na wszystkich szczeblach reprezentacji młodzieżowych, poczynając od kadetów. Z juniorską kadrą Polski wystąpił na mistrzostwach świata do lat 19, które odbywały się we Włoszech. W reprezentacji seniorów zadebiutował w 2006 roku w meczu z Andorą i rozegrał w niej 21 spotkań. W meczu z Mołdawią (14 listopada 2010 r.) pełnił rolę kapitana drużyny.
Był także reprezentantem Polski w rugby 7.
Od maja 2024 wspólnie z Kamilem Bobrykiem Stępień  prowadzi męską kadrę rugby XV. Wcześniej pełnił funkcję asystenta Janusza Urbanowicza w reprezentacji kobiet. Info

### Statystyki
Wynik reprezentacji Polski zawsze podany w pierwszej kolejności.
| Drużyna narodowa | Rok  | Mecze | Punkty |
| ---------------- | ---- | ----- | ------ |
| Polska           |      |       |        |
| 2006             | 2    | 15    |        |
| 2007             | 1    | 0     |        |
| 2008             | 3    | 5     |        |
| 2009             | 1    | 0     |        |
| 2010             | 3    | 0     |        |
| 2011             | 4    | 2     |        |
| 2012             | 4    | 0     |        |
| 2013             | 3    | 2     |        |
| Suma             | Suma | 21    | 24     |

| Występy w reprezentacji Polski | Występy w reprezentacji Polski | Występy w reprezentacji Polski           | Występy w reprezentacji Polski | Występy w reprezentacji Polski | Występy w reprezentacji Polski |
| Lp.                            | Data                           | Stadion, miasto                          | Przeciwnik                     | Wynik                          | Zdobyte punkty                 |
| ------------------------------ | ------------------------------ | ---------------------------------------- | ------------------------------ | ------------------------------ | ------------------------------ |
| 1.                             | 7.10.2006                      | Stadion Juvenii, Kraków                  | Andora                         | 54:8                           | 15                             |
| 2.                             | 18.10.2006                     | Makarska                                 | Chorwacja                      | 12:11                          | 0                              |
| 3.                             | 5.05.2007                      | Ryga                                     | Łotwa                          | 33:9                           | 0                              |
| 4.                             | 26.04.2008                     | Stadion Gwardii, Koszalin                | Łotwa                          | 55:0                           | 5                              |
| 5.                             | 10.05.2008                     | Paola                                    | Malta                          | 29:16                          | 0                              |
| 6.                             | 5.10.2008                      | Stadion Budowlanych, Łódź                | Ukraina                        | 12:13                          | 0                              |
| 7.                             | 12.09.2009                     | Stadion Spartak, Kijów                   | Ukraina                        | 12:19                          | 0                              |
| 8.                             | 9.10.2010                      | Stadion ragby Císařka, Praga             | Czechy                         | 15:20                          | 0                              |
| 9.                             | 13.11.2010                     | Narodowy Stadion Rugby, Gdynia           | Mołdawia                       | 25:34                          | 0                              |
| 10.                            | 20.11.2010                     | Feldgerichtstraße, Frankfurt             | Niemcy                         | 22:17                          | 0                              |
| 11.                            | 16.05.2011                     | Stadion Suche Stawy, Kraków              | Holandia                       | 32:18                          | 0                              |
| 12.                            | 15.10.2011                     | Stadion Sandecji, Nowy Sącz              | Czechy                         | 20:13                          | 0                              |
| 13.                            | 12.11.2011                     | Stadion Dinamo, Kiszyniów                | Mołdawia                       | 17:17                          | 2 (pd)                         |
| 14.                            | 19.11.2011                     | Stadion MOSiR, Gdańsk                    | Niemcy                         | 34:8                           | 0                              |
| 15.                            | 7.04.2012                      | Stadion Króla Baudouina I (A2), Bruksela | Belgia                         | 13:20                          | 0                              |
| 16.                            | 21.04.2012                     | Nationaal Rugby Centrum, Amsterdam       | Holandia                       | 32:19                          | 0                              |
| 17.                            | 6.10.2012                      | Stadion Josefa Kohouta, Říčany           | Czechy                         | 29:3                           | 0                              |
| 18.                            | 3.11.2012                      | Stadion MOSiR, Gdańsk                    | Niemcy                         | 22:13                          | 0                              |
| 19.                            | 30.03.2013                     | Narodowy Stadion Rugby, Gdynia           | Ukraina                        | 13:12                          | 0                              |
| 20.                            | 1.06.2013                      | Korsängens IP, Enköping                  | Szwecja                        | 11:19                          | 0                              |
| 21.                            | 7.09.2013                      | Stadion Polonii, Warszawa                | Szwecja                        | 30:9                           | 2                              |

## Życie prywatne
- Studiował administrację na Uniwersytecie Marii Curie-Skłodowskiej w Lublinie, po semestrze zimowym roku akademickiego 2006/2007 przeniósł się na Uniwersytet Łódzki[10].
- Żonaty z Olgą. Na ślubie w mieście Chodecz we wrześniu 2011 roku byli obecni trzej zawodnicy Budowlanych Łódź: Paweł Grabski, Tomasz Grodecki i Michał Mirosz[43]. Córka Jagna (ur. 2014).
- W 2005 roku jako swoich idoli Stępień wymieniał Daniela Cartera, Mathew Burke’a oraz Rafała Fedorowicza. Ówczesnym marzeniem młodego rugbysty była gra w Top 16[1].

## Doping
W listopadzie 2013 Tomasz Stępień został ukarany zawieszeniem na okres dwóch lat za stosowanie substancji dopingowych. W lipcu 2014 Międzynarodowy Trybunał ds. Sportu w Lozannie uwzględnił apelację zawodnika i okres dyskwalifikacji został skrócony do 10 miesięcy.